# 徵婚啟事 (電視劇)
《徵婚啟事》（英語：Mr. Right Wanted），2014年台灣偶像劇，為台視與八大電視合作製播的周五優質戲劇。改編自陳玉慧的原著《徵婚啟事》，聯合互動傳播股份有限公司製作。2013年12月23日開鏡，2014年6月7日殺青。由隋棠、李銘順、郭書瑤、張少懷、鍾承翰、黃志瑋、蔡昌憲領銜主演。本劇獲得中華民國文化部103年補助高畫質電視節目新臺幣1200萬元及「文創跨界創新與原創加值亮點計畫」新臺幣200萬元補助。台新銀行為《徵婚啟事》在台視播出時的冠名贊助廠商，也獨家贊助該劇YouTube官方頻道。台視於2014年11月7日起每週五晚上10點首播，八大綜合台於2014年11月8日起每週六晚上10點播出，YouTube於2014年11月13日起播出，每週播出2集。接檔《妹妹》。

## 播出時間

### 首播
| 頻道        | 所在地   | 播映日期       | 播出時間                         |
| ----------- | -------- | -------------- | -------------------------------- |
| 台視主頻    | 臺灣     | 2014年11月7日  | 每週五 22:00-24:00 （一次播2集） |
| 台視HD台    | 臺灣     | 2014年11月7日  | 每週五 22:00-24:00 （一次播2集） |
| 八大綜合台  | 臺灣     | 2014年11月8日  | 每週六 22:00-24:00 （一次播2集） |
| 新传媒U频道 | 新加坡   | 2014年11月23日 | 每週日 19:00-21:00 （一次播2集） |
| Astro雙星   | 马来西亚 | 2015年2月9日   | 每週日至週四 16:00-17:00         |
| Astro雙星HD | 马来西亚 | 2015年2月9日   | 每週日至週四 16:00-17:00         |

### 重播
| 頻道                   | 所在地   | 播映日期       | 播出時間                                |
| ---------------------- | -------- | -------------- | --------------------------------------- |
| 台視主頻 台視HD台      | 臺灣     | 2014年11月9日  | 每週日 23:45-01:45 （一次播2集）        |
| 台視主頻 台視HD台      | 臺灣     | 2014年11月14日 | 每週五 15:00-17:00 （一次播2集）        |
| 台視主頻 台視HD台      | 臺灣     | 2014年11月15日 | 每週六 12:30-14:30 （一次播2集）        |
| 八大綜合台             | 臺灣     | 2014年11月9日  | 每週日 03:00-05:00 （一次播2集）        |
| 八大綜合台             | 臺灣     | 2014年11月16日 | 每週日 13:00-15:00 （一次播2集）        |
| Astro雙星 Astro雙星HD  | 马来西亚 | 2015年2月9日   | 每週一至週五 20:00-21:00                |
| Astro雙星 Astro雙星HD  | 马来西亚 | 2015年2月10日  | 每週日至週四 02:00-03:00                |
| Astro雙星 Astro雙星HD  | 马来西亚 | 2015年2月10日  | 每週日至週四 12:00-13:00                |
| Astro雙星 Astro雙星HD  | 马来西亚 | 2015年2月14日  | 每週六 02:00-06:00 （一个星期完整重播） |
| Astro雙星 Astro雙星HD  | 马来西亚 | 2015年2月14日  | 每週六 20:00-24:00 （一个星期完整重播） |
| Astro AEC Astro AEC HD | 马来西亚 | 2015年8月10日  | 每週一至週五 16:00-17:00                |
| Astro AEC Astro AEC HD | 马来西亚 | 2015年8月11日  | 每週二至週六 02:00-03:00                |
| 新传媒U频道            | 新加坡   | 2016年3月1日   | 每週日 18:00-19:00 （一次播1集）        |

## 故事大綱
李海寧，大國民出版社總編輯，與男友方成皓交往九年，但兩人的關係已漸漸進入平淡僵化的循環中。三年前她被挖角跳槽，也把方成皓一起從大型出版集團帶過來。但這家出版社除了成皓的書之外一律不賺錢，但漸漸地連成皓的書都面臨了銷售瓶頸。正當她為成皓策劃著關於網路徵婚的新書之時，卻意外發現成皓一連串驚人的誹聞風暴。在憤怒之餘，她決定在這循環的困境裡跳脫，徵婚新書的主角由自己接手。於是，不想結婚的她，開始徵婚！她寫下：「女，三十二歲，誠徵正直善良、樂於溝通之男士。願先友後婚。」
這一場「以婚姻為前提」的相遇，就如同一面面鏡子反射出愛情的種種樣貌，看見人性百態、也發現愛情裡迷離的自己。在形形色色的一百位徵婚者之中，海寧也學到了愛情的各種難題與課題：責任、承諾、錯過、背叛、激情......。最後，她能在這場徵婚行動中，遇見真愛嗎？

## 演員陣容

### 主要演員
| 演員   | 角色               | 介紹 | 登場集數                  |
| 隋棠   | 李海寧             | 32 歲，大國民出版社總編輯 口齒伶俐，具說服力，對出版事業的觀點鞭辟入裡，具天生的領導力及追求極致的完美，不按傳統行事，喜歡獨樹一格。工作上條理分明卻遇到表格就頭痛；選書眼光精準，搶作家、搶版權絕不落人後，因為，好面子的她，不喜歡輸的感覺。 與方成皓，是一段長達九年的感情，倆人關係早已陷入平淡僵化的循環中。當成皓型塑出「愛情教主」的作家形象襲倒眾人，但那些《愛情寶典》裡的道理卻怎麼也不適用在他們倆身上。 因為「徵婚啟事」這本書的企畫，海寧開始思索愛情的終點就一定是婚姻嗎？婚姻是人生的必需品嗎？於是決定要展開一件能夠明白到底怎麼回事的行動，「徵婚」！ | 全劇                      |
| 李銘順 | 倫哲明（Banjamin） | 40 歲，雙子座，新加坡華僑大家族，珠寶商，第29號徵婚者 獨子，從小被送到英國念書，商學碩士畢業後返家掌管家族經營的珠寶企業，在台灣各大百貨設櫃，並預計發展飯店、餐飲等連鎖事業。成熟的外表底下，體貼穩健的舉止總讓人安心。 不喝咖啡，只喝現泡茶，處處展現含而不露的老式優雅，很難想像世界上有這樣的和平主義者。他的身分讓他習慣低調，時常參加社交，卻不愛出風頭，習慣將繁華濃縮為簡單，將深切愛意濃縮為無言陪伴，就像將現泡茶潤入喉嚨，不知不覺回甘。 他是全世界最不需要徵婚的人，因一段閃耀的相遇讓倫先生直覺，遇見海寧絕不是偶然。 徵婚動機：因一段閃耀的相遇讓他直覺，遇見海寧不是偶然。他想透過徵婚，了解是不是彼此心中的那個唯一？ 徵婚宣言：是不是透過徵婚遇到對方不是重點，重點是我們在彼此心中是不是獨一無二？能不能看到對方最獨特的地方？ | 6-8,12-13,15,17-20        |
| 郭書瑤 | 田欣               | 25 歲，李海寧的表妹 對服飾、鞋子、飾品有接近購物狂的熱愛，在東區小巷開了一家精品店。表格女王的她，最愛幫海寧做擇偶表格。面對愛情極度浪漫，信奉物質跟感情應該並存。 對婚姻有一長串理論，從職業工作到家世背景，她列的擇偶條件洋洋灑灑超過五十項，但最後她自己結婚的理由僅是：奉子成婚。她是海寧的最佳聽友兼損友，熟知海寧與方成皓間九年來的一切，當得知海寧開始徵婚，更樂於當海寧擇偶的軍師。 | 1-16,18-20                |
| 鍾承翰 | 何仲文             | 27 歲，單車快遞員，第99號徵婚者 初見他的人總以為是個陽光型男，但私下的他其實有點自卑、容易害羞，節儉而戀舊。喜歡家常小吃不喜歡精緻套餐，喜歡底片不喜歡數位，喜歡背著相機穿梭在城市的每一處拍照，為這樣捕捉人物笑臉的生活感到滿足，這般單純的生活不需與人建立過度連結，剛好容許他對過去的微微自卑。 「為什麼談戀愛要看書？」在仲文搞錯面試的那天，這是他回應海寧的第一句話。感情不是照本宣科比照辦理，愛情的美好他也曾經體驗過，但那一切似乎早已存封在心深處...。 | 1,4-5,7,9, 11-12,14,17-20 |
| 黃志瑋 | 方成皓             | 33 歲，知名兩性作家 海寧三年前把成皓挖角至大國民出版社，陸續推出「訂做一個好情人」、「一天比一天愛」、「點亮心燈照亮愛」一系列的《愛情寶典》，用「完美」型塑包裝，以愛情專家之姿襲倒眾人，每本封面再配搭帥氣笑容及情聖般的髮型衣著，讓全國婦女找到救贖，只要是女人都想嫁給他。 這一系列書籍的暢銷其實要歸功於海寧，要不是她催稿催到家中，代筆代到桌上，成皓也不會有現今「愛情教主」的地位，但也只有她，知道成皓在感情上真正的弱點，他享受愛情、嚮往婚姻，但其實對於這一切，毫無自信！ | 1-5,9,20                  |
| 張少懷 | 毛振宇             | 35 歲，天秤座，綽號宇宙，指甲油公司調色研發人員，第1號徵婚者 審美觀與價值觀異於常人，敏銳獨特的美感總能替公司開發引領潮流的指甲油色彩。個性古怪，嚴守自己制定出來的一套秩序：週一要藍色、週二要綠色...，穿綠色的時候食物也要綠色系，所有的衣服食物都要輸入建檔。 求知慾旺盛，喜歡研究動植物，在意生活上的各種美感，講求效率不浪費能量，因此也不浪費情緒在悲傷及後悔。情感單純，相信命中註定、永恆及真愛。他因為不得已的原因而找海寧徵婚，沒想到意外成了海寧與田欣的感情顧問。 徵婚動機：因為父親罹患癌症，必須找到人假結婚，但他從未交過女朋友，所以決定用“徵婚”尋找一個可以帶回家的對象。 徵婚宣言：上帝創造宇宙，我們結婚吧！ | 2-3,5-8,11, 13-15,18-20   |
| 蔡昌憲 | 張家強             | 綽號小強，田欣的男朋友。 個性憨厚正直，喜愛動物，是一名腳踏實地認真盡責的動物園馴獸師。面對愛情專情忠貞，雖然有時少一根筋，常惹田欣生氣，但小強總是盡全力給田欣最好的一切。 | 2,8,11-12,18-20           |

### 大國民出版社
| 演員   | 角色   | 介紹 | 登場集數                           |
| 乾德門 | 古時雍 | 大國民出版社社長 | 6,20                               |
| 隋棠   | 李海寧 | 大國民出版社總編輯，詳見主要演員。 | 大國民出版社總編輯，詳見主要演員。 |
| 高盟傑 | 謝晉發 | 綽號阿發，大國民出版社的業務兼行銷 阿發是個搞笑直爽的大哥，咬字、斷句不清楚，常常發出怪異笑聲。偏好格子襯衫背心穿搭，放大自己身材的缺點。看似少根筋，卻很會和書店哈啦，幫每本書談到最好條件。阿鳳、阿發都是老忠臣型的員工，一畢業就幫古社長做事。阿發常開著大國民出版社的廂型車送書，徵婚時也會載著海寧赴約。                                                 | 1-6,8-20                           |
| 戴若梅 | 張美鳳 | 大國民出版社的總機總務兼會計打雜 阿鳳平日坐在大國民的櫃台，看似只是在做接接電話的閒雜差事，其實她隨時在埋頭打字。大國民出版的言情小說「總裁系列」，阿鳳就是背後的影子寫手，這是「愛情寶典」系列之外的暢銷書，也是維繫出版社經營的重要命脈。這總機兼總裁的傻大姐阿鳳，已婚，育有二子。老公不成材，她賣命寫字其實是為了家計，但她樂天又樂觀，感覺不出任何悲情。 | 全劇                               |
| 方靖   | 溫蓓思 | 綽號貝貝，大國民出版社美編設計兼企畫 內向自閉，極度害羞，有人群恐懼症，不敢在不熟識的人面前發言，要抱著玩偶-悟空才有安全感。說話音量極小，但每每能一針見血的點出盲點。美術天份非常高，修圖達人，看一個人兩眼就可以畫出神似的人畫像。 13集因海寧受傷住院擔任徵婚代班者。 徵婚宣言：愛情來的時候，自己會知道的。                                                | 全劇                               |
| 黃荻鈞 | 柳雅竹 | 阿發大學時期的暗戀對象，曾於德國留學。現從書店轉職到大國民出版社擔任編輯。 | 7,9,12-20                          |

### 其他演員
| 演員           | 角色                         | 介紹 | 登場集數 |
| 吳怡霈         | 佩佩                         | 大國民出版社總編輯，在結婚後離職。和成皓一起背叛了海寧，更意外懷上成皓的孩子，因此而與丈夫離婚。                                                           | 1,3-4    |
| 何曼寧         |                              | 天星傳媒總經理 | 1,9      |
| 黃彥博         | 田天                         | 田欣的哥哥，是個孤僻的鋼琴家。 | 1,11     |
| 程政鈞         |                              | 田欣的父親 | 1,11     |
| 梁又南         |                              | 田欣的母親 | 1,11     |
| 林致毅         |                              | 佩佩老公 | 1        |
| 陳偉民         |                              | 舊書店老闆 | 1        |
| 蔡嘉茵         |                              | 應徵者 | 1        |
| 錢婉靜         |                              | 應徵者 | 1        |
| 梁亞青         |                              | 應徵者 | 1        |
| 程秀瑛         |                              | 毛振宇之母 | 2        |
| 王德生         |                              | 毛振宇之父 | 2        |
| 林鴻儒         |                              | 小吃店老闆 | 2        |
| 許義昕         |                              | 小提琴家 | 3        |
| 嚴藝文         | 邱馨芸                       | 綽號小邱，趙培年建築事務所的員工兼大學同學，自大學起暗戀趙培年至今，比起告白，她寧可等待。                                                                 | 3        |
| 鍾             |                              | 保羅前女友原本跟保羅一樣為社會運動的愛好者後因為需要錢嫁給毛巾小開和保羅分手                                                                               | 4        |
| 李律           |                              | 保羅學妹 | 4        |
| 傅子瑄         |                              | 女教官，保羅前女友的母親。 | 4        |
| 高天發         |                              | 討債公司老闆 | 4        |
| 許乃涵         | 張佳琪 （小琪）              | 梁開明的新婚妻子 | 5,17     |
| 鄭仲珉         |                              | 酒保 | 5        |
| 陳品淳         |                              | 許天鳴已故的妻子 | 5        |
| 吳世陽         |                              | 倫先生管家。 | 6,20     |
| 張一德         |                              | 倫先生司機。 | 6        |
| 管謹宗         | 葉董                         | | 6        |
| Amanda         | Adele                        | | 6        |
| 陳建凱         |                              | 版權經紀人 | 6        |
| 楊達敬         | 楊達敬 （Gordon）            | 珠寶展主持人（聲音出演） | 6        |
| 陳增良         | 孫國復                       | 45歲，公務員，摩羯座。真正的孫國復。他的生活很平凡，平常下班的路上習慣帶著貓餅乾，餵養路邊的流浪貓。喜歡在辦公室頂樓吃午餐，享受在生活裡片刻的安靜與遼闊。 | 7        |
| 柯泓志（聲音） | 孫國復                       | 45歲，公務員，摩羯座。真正的孫國復。他的生活很平凡，平常下班的路上習慣帶著貓餅乾，餵養路邊的流浪貓。喜歡在辦公室頂樓吃午餐，享受在生活裡片刻的安靜與遼闊。 | 7        |
| Tatyana        | Lena                         | 德國年輕鋼琴家。倫哲明的正牌女友。 | 7        |
| 劉冠廷         | 健司（Kenji）                | 田欣高中同學。 | 8        |
| 孫睿           |                              | Kenji老婆。 | 8        |
| 李笠豪         |                              | 拳擊賽對手。 | 8        |
| 吳震亞         |                              | 拳擊賽裁判。 | 8        |
| 邱春福         |                              | Rocky父親。 | 8        |
| 吳碧蓮         |                              | Rocky母親。 | 8        |
| 張文松         | 徐董                         | | 8        |
| 黃湘郁         | 徐太                         | | 8        |
| 張家慧         | 葉曉琳                       | 知名女星。小帥前女友。 | 9        |
| 錢曉麗         | 安娜                         | 葉曉琳經紀人。 | 9        |
| 王恩德         |                              | 製片 | 9        |
| 馮薇           |                              | 溫泉旅館店員 | 9        |
| 陳子胤         |                              | 婚紗店店員 | 9        |
| 郎祖筠         | 郝碧嬌                       | 海寧的媽媽 | 10,15,20 |
| 林東緒         |                              | 海寧媽男友 | 10       |
| 張語歡         |                              | 小馬妹妹 | 10       |
| 黃鈺婷         |                              | 婚紗店店員 | 10       |
| 朱德剛         |                              | 神父 | 11       |
| 陳萬號         |                              | 餐廳老闆 | 11       |
| 黃玉麒         |                              | 彩券行老闆 | 11       |
| 李旻潔         |                              | 醫院志工 | 11       |
| 李俊陞         |                              | 醫院志工 | 11       |
| 謝沛恩         | 小綠                         | 徐磊前女友 | 12       |
| 楊達敬         |                              | 徐磊學長，小綠老公 | 12       |
| 呂馥伶         | Mickey                       | 徐磊學長的前女友 | 12       |
| 李姵璇         |                              | 買毒女子 | 12       |
| 張瑋玲         | 宥心                         | 阿發女友 | 12       |
| 余月如         |                              | 汽車旅館櫃檯 | 12       |
| 卓芳琦         |                              | 派報生 | 12       |
| 林栩帆         |                              | 小強同事 | 12       |
| 萬宗瑜         |                              | 小強同事 | 12       |
| 段正平         |                              | 醫師 | 13       |
| 陽詠存         | 李依萍                       | 女警，幫廖松山尋回失車，抓到偷車賊，也是廖松山的真命天女                                                                                                   | 14,19    |
| 星星王子       |                              | 星座專家 | 14       |
| 莊貽婷         |                              | 餐廳服務生 | 14       |
| 周思廷         |                              | 乘客 | 14       |
| 楊志龍         |                              | 搶匪 | 14       |
| 敖克成         |                              | 警察 | 14       |
| 陳玉珊         |                              | 按摩師 | 15       |
| 丁霈           | Fiona                        | 酒女，當天生日 | 15       |
| 許逸紹         |                              | 單車快遞店長 | 15       |
| 朱芯儀         | 薇薇                         | 瑞寰的相親對象。 | 16,18    |
| 斯塔凡         |                              | 版權經紀人 | 16       |
| 王漢哲         | 蕾緹莎 （Laetitia Huggings） | 英國暢銷小說作家。著有暢銷書《真相》。 | 16       |
| 史尚右         |                              | 台灣經紀人 | 16       |
| 洪             |                              | 翻譯 | 16       |
| 許時豪         |                              | 瑞寰同學 | 16       |
| 蘇庭卉         | Dr. Lee                      | | 17       |
| 王漢哲         |                              | Dr. Lee助手 | 17       |
| 杜姸           |                              | 傳播公司模特兒。 | 18       |
| 連奕琦         |                              | 傳播公司老闆。 | 18       |
| 李佳衡         |                              | 有詞美少女。 | 18       |
| 楊閔           | 林韻 （林老師）              | 《真實的我》作者。 | 18       |
| 吳映軒         |                              | 戶政事務所員工。 | 19       |
| 馬敬宜 楊千瑤  |                              | 年輕海寧室友。 | 19       |
| 王靖江         |                              | 二手書店老闆。 | 20       |
| 崔若強         |                              | 婦產科醫生。 | 20       |
| 余元竉         |                              | 阿鳳老公。 | 20       |

### 特別演出[5]
| 演員     | 角色                 | 介紹 | 登場集數                           |
| 柯叔元   | 趙培年 （Alex Chao） | 第19號徵婚者／42歲／室內設計師／處女座 他的個性嚴謹一絲不苟，對於人事物皆追求完美、要求精準，不能有絲毫的差錯，面對感情也是用此標準看待。 徵婚動機：在感情裡一直找不到完美的人來成家，所以他不斷地離婚、結婚。他認為比起不斷地妥協下去，不如更積極地透過徵婚，找到心目中那位100%完美女孩。 徵婚宣言：婚姻是愛情最完美的形式，所以我要追尋最完美的婚姻！ | 3                                  |
| 馬念先   | 保羅                 | 第22號徵婚者／38歲／激進派的社運人士／水瓶座 他從高中開始就熱衷於街頭運動，綽號是「切格瓦拉」，天天上街頭抗議。崇尚環保、不吹冷氣、不買衣服，都是穿街頭運動的贈品。 徵婚動機：因為前女友嫁給了毛巾小開，讓他開始厭倦不安定的生活，想追求平凡穩定的愛情。「保羅」是他徵婚前臨時取的名字，因為聽起來比較像成功的社會人士。 徵婚宣言：無止盡的對抗是浪費力氣，唯有知足的平凡生活才能永遠長久。                                                                             | 4                                  |
| 王夢麟   | 許天鳴               | 第27號徵婚者／52歲／婦產科醫師／金牛座 溫柔和藹，工作嚴謹細心。因為妻子驟逝讓他體悟“及早發現、提早治療”風險控管的重要，對待患者都會嚴加提醒。十三年前太太因婦科癌症過世，因此很重視健康檢查。 徵婚動機：面對過去妻子遭遇的陰影，讓他每每嘗試卻又打了退堂鼓，這次他鼓起勇氣，希望找到陪伴他一起生活的另一半。 徵婚宣言：我們無法知道明天會發生什麼事，那就讓我們珍惜在一起的每一刻吧！                                                                                   | 5                                  |
| 賴佩霞   | 孫國復               | 第32號徵婚者／45歲／公務員／摩羯座 他的生活很平凡，平常下班的路上習慣帶著貓餅乾，餵養路邊的流浪貓。喜歡在辦公室頂樓吃午餐，享受在生活裡片刻的安靜與遼闊。 徵婚動機：想要找一個自己的「替代品」。 徵婚宣言：愛情是無法輕易被取代的，所以它才如此讓人珍惜。 | 7                                  |
| 黃尚禾   | 向銀正 （Rocky）     | 第36號徵婚者／33歲／拳擊教練／牡羊座 三年前拿過日本職業拳擊賽銀牌，後來因為受傷回到台灣休養。他給自己取了一個英文名叫Rocky，擂台上的他反應敏銳、霸氣十足，台下認真生活、孝順有責任感。 徵婚動機：獨生子的他，為了讓父母放寬心要想先完成傳宗接代，所以透過徵婚要來“徵卵子” 徵婚宣言：責任比愛更重要，要為自己的選擇負責。只有負責，才能真心地全力以赴。 | 8                                  |
| 丁春誠   | 裴信緯 (小帥)        | 第42號徵婚者／32歲／園藝店打工／天蠍座 俊秀、消瘦的體型，冷酷不露笑容，渾身散發仇恨、暗黑、報復的負面能量，但帽子、墨鏡的神祕打扮卻無法遮掩他雙眼的無助落寞。 徵婚動機：曾在愛情裡重創，讓他對幸福、結婚一切的美好幻滅，傷痕累累的他，已搞不清楚什麼是愛跟恨。因為想復仇而徵婚，只是為了讓她後悔跟痛苦？ 徵婚宣言：最溫柔的復仇就是讓情人分手後還不斷想念。 | 9,18                               |
| 王陽明   | 小馬                 | 第45號徵婚者／27歲／社會所研究生兼牛郎／射手座 談吐溫柔、風度翩翩、帥氣外型，眾多優點集結於一身的酒店男公關，本名馬鈺鑫，在酒店化名「小馬」。為了他的研究論文，他到酒店展開他的田野調查。 徵婚動機：面對愛情，他是活在當下的享樂主義者。徵婚純粹是交朋友，但卻被海寧誤認為是另一種詐騙的SOP？ 徵婚宣言：施與受其實都是各取所需，付出與接受都是同情與理解，也就是愛。 | 10                                 |
| 張書豪   | 路西法               | 第48號徵婚者／31歲／財金系高材生，投資股票獲利，目前發病休養中／雙魚座 皮膚蒼白無血色，五官輪廓深邃、有點像混血兒。看似爽朗平易近人，但眉宇之間總洩露出讓人看不透的情緒，雖然渴望愛情，卻因身處地獄的自卑而對愛情的期待很渺小。在彩券行工作，因為某些缺憾，想透過徵婚好好感受什麼是愛情，他願意付出所有讓海寧見證奇蹟。 徵婚動機：希望可以在有生之年好好的感覺什麼是愛情，找到一個讓他無條件地付出感情與真心，且不求任何回報的人。 徵婚宣言：我要求完美，但我從未完美。 | 11                                 |
| 吳慷仁   | 徐磊                 | 第53號徵婚者／33歲／魔術師／雙子座 一位想盡各種辦法創造驚喜的魔術師，因為他深信愛情就是需要這一「瞬間」，於是他開始不停的變變變。他是一個信任直覺而且直覺超準的魔術師，變魔術對他來說，像呼吸一樣簡單，總是能在關鍵的時刻，創造出驚喜的瞬間。 徵婚動機：想要跟一個人結婚，就要去創造瞬間，瞬間的電光石火可以締造奇蹟，而奇蹟就能證明永恆，因為找到「瞬間」也就找到「永恆」，永恆也就是結婚的象徵。 徵婚宣言：愛情來的那一刻，你將會天旋地轉，因為那就是一見鍾情。       | 12                                 |
| 高英軒   | 廖松山               | 第68號徵婚者／39歲／計程車司機／巨蟹座 高職畢業後開計程車二十年，篤信命運，對通靈、星座、八字、風水樣樣信。每天開車賺來的錢幾乎都貢獻給神明與上帝，希望命運能賞他一個好妻子。 徵婚動機：人生在世很多都多事情都強求不來，因為命運都是天注定的，所以他認真拜佛，為了在茫茫人海中尋找那個注定的姻緣。 徵婚宣言：一生只有一次姻緣，錯過了就沒有了。 | 14,19                              |
| 米七偶   | 佐藤春夫             | 第72號徵婚者／65歲／退休中／牡羊座 謙遜有禮的日本人，他領導的「上浦鍋爐」是日本百大企業，每年有日幣兩千億的產值，現已交棒退休。 徵婚動機：年輕時曾來台北，在中華商場唱片行邂逅店員小妹，事過境遷依舊放在心中戀戀不忘的那個人，卻意外發現海寧長得很像她，所以決定出高價一圓當年未竟的夢。 徵婚宣言：人們總是懷念已經失去的，或未曾得到的，愛情，亦是如此。 | 15                                 |
| 蔭山征彥 | 佐藤真彥             | 第72號徵婚者佐藤先生的兒子，化名真田。 | 15                                 |
| 周群達   | 賈瑞寰               | 第78號徵婚者／32歲／兒童作文班的班主任／金牛座 大學時是校刊社社長，人帥又會寫詩，是海寧大一時的暗戀對象。個性內向，有點小氣，出去約會都要各付各的。 徵婚動機：至今沒有交過女朋友，還是個處男，加上年紀到了，身邊人的劈頭就問：結婚沒、買房子沒、生小孩沒，所以只好開始相親徵婚。 徵婚宣言：在愛情裡，到底有幾分是真，幾分是偽？善意的謊言也是出自於愛。 | 16, 18                             |
| 吳朋奉   | 梁開明               | 第80號徵婚者／48歲／釀酒師／金牛座 高粱酒釀酒師，海寧的出版社企劃案之一。個性低調龜毛、質樸無華，有一套自己的釀酒哲學：「離開金門，高粱就不是高粱了。」因此在感情上亦同，也求兩人相處能順應本性，自在做自己。 徵婚動機：渴望有一段幸福長久、越陳越香的婚姻。 徵婚宣言：釀酒跟婚姻，兩者都是要體驗過、失敗過，才知道怎麼改進，教不來，也沒得學！ | 5,17                               |
| 金士傑   | 余文                 | 第100號徵婚者／61歲／建設公司總工程師／摩羯座 工作認真有責任心，要求嚴格謹慎，下屬都虧他是「照三餐」，總是照三餐關心工地狀況。他談戀愛跟蓋房子一樣謹慎，要經過嚴格的關卡檢驗合格後才能進行下一步。 徵婚動機：畢業之後工作忙碌，每次談戀愛都失敗。當國文老師時也曾參加過一次登報徵婚，而這次希望透過網路徵婚，尋覓那個符合許多條件的另一半。 徵婚宣言：結婚是不需要愛的，需要的是規矩與制度。                                                                            | 19                                 |
| 乾德門   | 古時雍               | 大國民出版社社長，詳見大國民出版社 | 大國民出版社社長，詳見大國民出版社 |

### 征婚者
| 编号 | 演員                 | 角色                 | 介紹 | 登場集數                 |
| 1    | 張少懷               | 毛振宇               | 35 歲，天秤座，綽號宇宙，指甲油公司調色研發人員，第1號徵婚者 審美觀與價值觀異於常人，敏銳獨特的美感總能替公司開發引領潮流的指甲油色彩。個性古怪，嚴守自己制定出來的一套秩序：週一要藍色、週二要綠色...，穿綠色的時候食物也要綠色系，所有的衣服食物都要輸入建檔。 求知慾旺盛，喜歡研究動植物，在意生活上的各種美感，講求效率不浪費能量，因此也不浪費情緒在悲傷及後悔。情感單純，相信命中註定、永恆及真愛。他因為不得已的原因而找海寧徵婚，沒想到意外成了海寧與田欣的感情顧問。 徵婚動機：因為父親罹患癌症，必須找到人假結婚，但他從未交過女朋友，所以決定用“徵婚”尋找一個可以帶回家的對象。 徵婚宣言：上帝創造宇宙，我們結婚吧！ | 2-3,5-8,11,13-15,18-20   |
| 2    | 楊榮凱 何承育 束道諭 | 高玉峰               | 第2號徵婚者，配音員。實為三個高中生。 | 2                        |
| 3    | 陳寅斌               | 梅花三               | 第3號徵婚者，劇場演員。 | 2                        |
| 4    |                      | 至尊寶               | 第4號徵婚者，遊樂場員工。 | 2                        |
| 5    | 梁尊謙               | 編號007              | 第5號徵婚者，電話客服員。 | 2                        |
| 19   | 柯叔元               | 趙培年 （Alex Chao） | 第19號徵婚者／37歲／室內設計師／處女座 他的個性嚴謹一絲不苟，對於人事物皆追求完美、要求精準，不能有絲毫的差錯，面對感情也是用此標準看待。 徵婚動機：在感情裡一直找不到完美的人來成家，所以他不斷地離婚、結婚。他認為比起不斷地妥協下去，不如更積極地透過徵婚，找到心目中那位100%完美女孩。 徵婚宣言：婚姻是愛情最完美的形式，所以我要追尋最完美的婚姻！ | 3                        |
| 20   | 張簡義忠             | 獨腳獸               | 第20號徵婚者，義肢男，人力仲介業務。 | 4                        |
| 21   | 高威騰               | 常騷                 | 第21號徵婚者，變性男，教科書編輯。 | 4                        |
| 22   | 馬念先               | 保羅                 | 第22號徵婚者／38歲／激進派的社運人士／水瓶座 他從高中開始就熱衷於街頭運動，綽號是「切格瓦拉」，天天上街頭抗議。崇尚環保、不吹冷氣、不買衣服，都是穿街頭運動的贈品。 徵婚動機：因為前女友嫁給了毛巾小開，讓他開始厭倦不安定的生活，想追求平凡穩定的愛情。「保羅」是他徵婚前臨時取的名字，因為聽起來比較像成功的社會人士。 徵婚宣言：無止盡的對抗是浪費力氣，唯有知足的平凡生活才能永遠長久。 | 4                        |
| 23   | 劉宇晏               | 洛建                 | 第23號徵婚者，生活顧問。 | 5                        |
| 24   | 王盛晴               | 吳保正               | 第24號徵婚者，風險評估專員。 | 5                        |
| 25   | 朱神龍               | 強森                 | 第25號徵婚者，生前契約專員。 | 5                        |
| 26   | 許凱傑               | 曼特寧               | 第26號徵婚者，咖啡豆代理商。 | 5                        |
| 27   | 王夢麟               | 許天鳴               | 第27號徵婚者／52歲／婦產科醫師／金牛座 溫柔和藹，工作嚴謹細心。因為妻子驟逝讓他體悟“及早發現、提早治療”風險控管的重要，對待患者都會嚴加提醒。十三年前太太因婦科癌症過世，因此很重視健康檢查。 徵婚動機：面對過去妻子遭遇的陰影，讓他每每嘗試卻又打了退堂鼓，這次他鼓起勇氣，希望找到陪伴他一起生活的另一半。 徵婚宣言：我們無法知道明天會發生什麼事，那就讓我們珍惜在一起的每一刻吧！ | 5                        |
| 28   | 徐華謙               |                      | 第28號徵婚者，酒客。 | 4                        |
| 29   | 李銘順               | 倫哲明（Banjamin）   | 第29號徵婚者／40歲／珠寶商／雙子座 新加坡華僑大家族，獨子，從小被送到英國念書，商學碩士畢業後返家掌管家族經營的珠寶企業，在台灣各大百貨設櫃，並預計發展飯店、餐飲等連鎖事業。成熟的外表底下，體貼穩健的舉止總讓人安心。 不喝咖啡，只喝現泡茶，處處展現含而不露的老式優雅，很難想像世界上有這樣的和平主義者。他的身分讓他習慣低調，時常參加社交，卻不愛出風頭，習慣將繁華濃縮為簡單，將深切愛意濃縮為無言陪伴，就像將現泡茶潤入喉嚨，不知不覺回甘。 他是全世界最不需要徵婚的人，因一段閃耀的相遇讓倫先生直覺，遇見海寧絕不是偶然。 徵婚動機：因一段閃耀的相遇讓他直覺，遇見海寧不是偶然。他想透過徵婚，了解是不是彼此心中的那個唯一？ 徵婚宣言：是不是透過徵婚遇到對方不是重點，重點是我們在彼此心中是不是獨一無二？能不能看到對方最獨特的地方？ | 6-8,12-13,15,17-20       |
| 30   | 周明宇               | 孫運鵬               | 第30號徵婚者，經濟系教授。 | 7                        |
| 31   | 蘇文聖               | 蘇三毛               | 第31號徵婚者，鞋廠業務。 | 7                        |
| 32   | 賴佩霞               | 孫國復               | 第32號徵婚者／45歲／公務員／摩羯座 他的生活很平凡，平常下班的路上習慣帶著貓餅乾，餵養路邊的流浪貓。喜歡在辦公室頂樓吃午餐，享受在生活裡片刻的安靜與遼闊。 徵婚動機：想要找一個自己的「替代品」。 徵婚宣言：愛情是無法輕易被取代的，所以它才如此讓人珍惜。 | 7                        |
| 33   |                      | 大甫                 | 第33號徵婚者，旅行社經理。 | 8                        |
| 34   |                      | 小饅頭               | 第34號徵婚者，連鎖饅頭店小開。 | 8                        |
| 35   |                      | 俠客                 | 第35號徵婚者，議員助理。 | 8                        |
| 36   | 黃尚禾               | 向銀正 （Rocky）     | 第36號徵婚者／33歲／拳擊教練／牡羊座 三年前拿過日本職業拳擊賽銀牌，後來因為受傷回到台灣休養。他給自己取了一個英文名叫Rocky，擂台上的他反應敏銳、霸氣十足，台下認真生活、孝順有責任感。 徵婚動機：獨生子的他，為了讓父母放寬心要想先完成傳宗接代，所以透過徵婚要來“徵卵子” 徵婚宣言：責任比愛更重要，要為自己的選擇負責。只有負責，才能真心地全力以赴。 | 8                        |
| 42   | 丁春誠               | 小帥                 | 第42號徵婚者／32歲／園藝店打工／天蠍座 俊秀、消瘦的體型，冷酷不露笑容，渾身散發仇恨、暗黑、報復的負面能量，但帽子、墨鏡的神祕打扮卻無法遮掩他雙眼的無助落寞。 徵婚動機：曾在愛情裡重創，讓他對幸福、結婚一切的美好幻滅，傷痕累累的他，已搞不清楚什麼是愛跟恨。因為想復仇而徵婚，只是為了讓她後悔跟痛苦？ 徵婚宣言：最溫柔的復仇就是讓情人分手後還不斷想念。 | 9,18                     |
| 45   | 王陽明               | 小馬（馬鈺鑫）       | 第45號徵婚者／27歲／社會所研究生兼牛郎／射手座 談吐溫柔、風度翩翩、帥氣外型，眾多優點集結於一身的酒店男公關，本名馬鈺鑫，在酒店化名「小馬」。為了他的研究論文，他到酒店展開他的田野調查。 徵婚動機：面對愛情，他是活在當下的享樂主義者。徵婚純粹是交朋友，但卻被海寧誤認為是另一種詐騙的SOP？ 徵婚宣言：施與受其實都是各取所需，付出與接受都是同情與理解，也就是愛。 | 10                       |
| 48   | 張書豪               | 路西法               | 第48號徵婚者／31歲／財金系高材生，投資股票獲利，目前發病休養中／雙魚座 皮膚蒼白無血色，五官輪廓深邃、有點像混血兒。看似爽朗平易近人，但眉宇之間總洩露出讓人看不透的情緒，雖然渴望愛情，卻因身處地獄的自卑而對愛情的期待很渺小。在彩券行工作，因為某些缺憾，想透過徵婚好好感受什麼是愛情，他願意付出所有讓海寧見證奇蹟。 徵婚動機：希望可以在有生之年好好的感覺什麼是愛情，找到一個讓他無條件地付出感情與真心，且不求任何回報的人。 徵婚宣言：我要求完美，但我從未完美。 | 11                       |
| 49   | 沈昶宏               | 秦股長               | 第49號徵婚者，康樂股長。 | 12                       |
| 50   | 簡義哲               | 柯朝章               | 第50號徵婚者，有機農場。 | 12                       |
| 51   | 徐銘志               | 行者 小徐            | 第51號徵婚者，求道者。 | 12                       |
| 52   | 張晉豪               | 唐老鴨               | 第52號徵婚者，糖果供應商。 | 12                       |
| 53   | 吳慷仁               | 徐磊                 | 第53號徵婚者／33歲／魔術師／雙子座 一位想盡各種辦法創造驚喜的魔術師，因為他深信愛情就是需要這一「瞬間」，於是他開始不停的變變變。他是一個信任直覺而且直覺超準的魔術師，變魔術對他來說，像呼吸一樣簡單，總是能在關鍵的時刻，創造出驚喜的瞬間。 徵婚動機：想要跟一個人結婚，就要去創造瞬間，瞬間的電光石火可以締造奇蹟，而奇蹟就能證明永恆，因為找到「瞬間」也就找到「永恆」，永恆也就是結婚的象徵。 徵婚宣言：愛情來的那一刻，你將會天旋地轉，因為那就是一見鍾情。 | 12                       |
| 54   | 桑杉學               | 桑稻人               | 第54號徵婚者，婚禮攝影師。 | 13                       |
| 55   | 張忠瑞               | 豐成                 | 第55號徵婚者，國術推拿師。 | 13                       |
| 56   | 鄭楊水妹             |                      | 第56號徵婚者，雜貨店老闆，王先程的母親。 | 13                       |
| 57   | 魏鴻柏               | 方大同               | 第57號徵婚者，公仔愛好者。 | 13                       |
| 58   | 胡杰                 | Michael              | 第58號徵婚者，路跑達人。 | 13                       |
| 59   | 黃少築               | 詹姆斯寇克           | 第59號徵婚者，布袋戲迷。 | 13                       |
| 60   | 陳炫劭               | 福氣                 | 第60號徵婚者，服飾店員。 | 13                       |
| 61   | 曾證展               | 祿祿                 | 第61號徵婚者，錄音師。 | 13                       |
| 62   | 王俊榮               | 壽先生               | 第62號徵婚者，獸醫。 | 13                       |
| 63   | 徐嘉俊               | 許家駿               | 第63號徵婚者，摸骨師。 | 13                       |
| 64   | 林樹成               | 蕭茉莉               | 第64號徵婚者，演奏家。 | 13                       |
| 65   | 梅書豪               | 楊佼                 | 第65號徵婚者，電視編劇。 | 13                       |
| 68   | 高英軒               | 廖松山               | 第68號徵婚者／39歲／計程車司機／巨蟹座 高職畢業後開計程車二十年，篤信命運，對通靈、星座、八字、風水樣樣信。每天開車賺來的錢幾乎都貢獻給神明與上帝，希望命運能賞他一個好妻子。 徵婚動機：人生在世很多都多事情都強求不來，因為命運都是天注定的，所以他認真拜佛，為了在茫茫人海中尋找那個注定的姻緣。 徵婚宣言：一生只有一次姻緣，錯過了就沒有了。 | 14,19                    |
| 72   | 米七偶               | 佐藤春夫             | 第72號徵婚者／65歲／退休中／牡羊座 謙遜有禮的日本人，他領導的「上浦鍋爐」是日本百大企業，每年有日幣兩千億的產值，現已交棒退休。 徵婚動機：年輕時曾來台北，在中華商場唱片行邂逅店員小妹，事過境遷依舊放在心中戀戀不忘的那個人，卻意外發現海寧長得很像她，所以決定出高價一圓當年未竟的夢。 徵婚宣言：人們總是懷念已經失去的，或未曾得到的，愛情，亦是如此。 | 15                       |
| 77   | 馬志翔               | 卡農                 | 第77號徵婚者，蘋果經銷商。 | 16,18                    |
| 78   | 周群達               | 賈瑞寰               | 第78號徵婚者／32歲／兒童作文班的班主任／金牛座 大學時是校刊社社長，人帥又會寫詩，是海寧大一時的暗戀對象。個性內向，有點小氣，出去約會都要各付各的。 徵婚動機：至今沒有交過女朋友，還是個處男，加上年紀到了，身邊人的劈頭就問：結婚沒、買房子沒、生小孩沒，所以只好開始相親徵婚。 徵婚宣言：在愛情裡，到底有幾分是真，幾分是偽？善意的謊言也是出自於愛。 | 16,18                    |
| 80   | 吳朋奉               | 梁開明               | 第80號徵婚者／48歲／釀酒師／金牛座 高粱酒釀酒師，海寧的出版社企劃案之一。個性低調龜毛、質樸無華，有一套自己的釀酒哲學：「離開金門，高粱就不是高粱了。」因此在感情上亦同，也求兩人相處能順應本性，自在做自己。 徵婚動機：渴望有一段幸福長久、越陳越香的婚姻。 徵婚宣言：釀酒跟婚姻，兩者都是要體驗過、失敗過，才知道怎麼改進，教不來，也沒得學！ | 5,17                     |
| 89   | 王博顯               | 詹醫師               | 第89號徵婚者，牙齒矯正科。 | 18                       |
| 90   | 吳昆達               | 方先生               | 第90號徵婚者，詩人。 | 18                       |
| 94   | 楊浚泯               | 布魯斯               | 第94號徵婚者，B-BOY。 | 18                       |
| 99   | 鍾承翰               | 何仲文               | 第99號徵婚者／27歲／單車快遞員／巨蟹座 初見他的人總以為是個陽光型男，但私下的他其實有點自卑、容易害羞，節儉而戀舊。喜歡家常小吃不喜歡精緻套餐，喜歡底片不喜歡數位，喜歡背著相機穿梭在城市的每一處拍照，為這樣捕捉人物笑臉的生活感到滿足，這般單純的生活不需與人建立過度連結，剛好容許他對過去的微微自卑。 「為什麼談戀愛要看書？」在仲文搞錯面試的那天，這是他回應海寧的第一句話。感情不是照本宣科比照辦理，愛情的美好他也曾經體驗過，但那一切似乎早已存封在心深處... 徵婚動機：真正的喜歡是無法隱藏，所以他決定不再默默當她的「李大仁」，誠實的接受內心告白的呼喊。 徵婚宣言：愛就是讓你自由自在做自己。 | 1,4-5,7,9,11-12,14,17-20 |
| 100  | 金士傑               | 余文                 | 第100號徵婚者／61歲／建設公司總工程師／摩羯座 工作認真有責任心，要求嚴格謹慎，下屬都虧他是「照三餐」，總是照三餐關心工地狀況。他談戀愛跟蓋房子一樣謹慎，要經過嚴格的關卡檢驗合格後才能進行下一步。 徵婚動機：畢業之後工作忙碌，每次談戀愛都失敗。當國文老師時也曾參加過一次登報徵婚，而這次希望透過網路徵婚，尋覓那個符合許多條件的另一半。 徵婚宣言：結婚是不需要愛的，需要的是規矩與制度。 | 19                       |

## 電視劇歌曲
| 曲別   | 歌名         | 演唱者   | 作詞           | 作曲        |
| 片頭曲 | 無誠勿愛     | 八三夭   | 八三夭阿璞     | 八三夭阿璞  |
| 片尾曲 | 半婚迷       | 孫盛希   | Molly Lin      | 孫盛希      |
| 插曲   | 愛我別走     | 張震嶽   | 張震嶽         | 張震嶽      |
| 插曲   | 不再讓你孤單 | 陳昇     | 陳昇           | 陳昇        |
| 插曲   | 最愛         | 張艾嘉   | 鍾曉陽、張艾嘉 | 李宗盛      |
| 插曲   | 忽然之間     | 莫文蔚   | 周耀輝、李焯雄 | 林健華      |
| 插曲   | 原諒不美好   | 郁可唯   | 接靚           | 彭飛        |
| 插曲   | Yes, I do    | 孫盛希   | 周煒傑         | Jae Chong   |
| 插曲   | 天真         | 杜德偉   | 林夕           | 小蟲        |
| 插曲   | 戀愛ing      | 五月天   | 五月天 阿信    | 五月天 阿信 |
| 插曲   | 有故事的人   | 周華健   | 姚若龍         | 潘協慶      |
| 插曲   | 從前         | 萬芳     | 厲曼婷         | 李正帆      |
| 插曲   | Sleep        | Grayshot |                |             |

### 電視原聲帶
徵婚啟事電視原聲帶由滾石唱片製作發行，片數為1CD。原聲帶中收錄了劇中多首歌曲及部分配樂。台灣於2014年12月5日發行。
| 曲序 | 曲目                                                |                | 作曲        | 编曲      | 演唱   | 时长 |
| ---- | --------------------------------------------------- | -------------- | ----------- | --------- | ------ | ---- |
| 1.   | 無誠勿愛                                            | 八三夭阿璞     | 八三夭阿璞  | 八三夭    | 八三夭 | 3:37 |
| 2.   | 半婚迷                                              | Molly Lin      | 孫盛希      | 游政豪    | 孫盛希 | 4:23 |
| 3.   | 原諒不美好                                          | 接靚           | 彭飛        | 彭飛      | 郁可唯 | 3:58 |
| 4.   | Yes, I Do                                           | 周煒傑         | Jae Chong   | Jae Chong | 孫盛希 | 3:45 |
| 5.   | 所以我繼續聽著爵士對婚姻著迷（半婚迷爵士版 - 配樂） |                | 孫盛希      | 陳啟天    |        | 2:51 |
| 6.   | 天真                                                | 林夕           | 小蟲        | 小蟲      | 杜德偉 | 4:04 |
| 7.   | 忽然之間                                            | 周耀輝、李焯雄 | 林健華      | 林健華    | 莫文蔚 | 3:21 |
| 8.   | 不再讓你孤單                                        | 陳昇           | 陳昇        | 陳昇      | 陳昇   | 5:33 |
| 9.   | 無誠，就請勿打擾好女孩們（無誠勿愛柔情版 - 配樂）   |                | 八三夭 阿璞 | 陳啟天    |        | 3:01 |
| 10.  | 愛我別走                                            | 張震嶽         | 張震嶽      | 張震嶽    | 張震嶽 | 4:44 |
| 11.  | 戀愛 ing                                            | 五月天 阿信    | 五月天 阿信 | 五月天    | 五月天 | 2:49 |
| 12.  | 俗氣的美，還挺俏皮的 （無誠勿愛俏皮版 - 配樂）      |                | 八三夭 阿璞 | 陳啟天    |        | 2:55 |
| 13.  | 有故事的人                                          | 姚若龍         | 潘協慶      | 洪敬堯    | 周華健 | 4:38 |
| 14.  | 從前                                                | 厲曼婷         | 李正帆      | 李正帆    | 萬芳   | 5:08 |
| 15.  | 最愛                                                | 鍾曉陽、張艾嘉 | 李宗盛      | 李泰祥    | 張艾嘉 | 4:43 |
| 16.  | 人，為什麼要結婚 ? （半婚迷鋼琴版 - 配樂）          |                | 孫盛希      | 陳啟天    |        | 3:06 |

## 收視率

### 週五晚間首播
| 日期           | 集數       | 標題       | 收視率 | 收視排名                                      | 備註                                   |
| -------------- | ---------- | ---------- | ------ | --------------------------------------------- | -------------------------------------- |
| 2014年11月7日  | 1          | 背叛       | 0.78   | 4 阿母：2.47 廉政英雄：1.17 22K梦想高飞：0.90 | 每週五晚上10點首播 35~44歲的女性：1.94 |
| 2014年11月7日  | 2          | 偽裝       | 0.78   | 4 阿母：2.47 廉政英雄：1.17 22K梦想高飞：0.90 | 每週五晚上10點首播 35~44歲的女性：1.94 |
| 2014年11月14日 | 3          | 勇氣       | 0.75   | 4 阿母：2.63 廉政英雄：1.30 22K梦想高飞：1.03 |                                        |
| 2014年11月14日 | 4          | 抽離       | 0.75   | 4 阿母：2.63 廉政英雄：1.30 22K梦想高飞：1.03 |                                        |
| 2014年11月21日 | 5          | 承擔       | 0.75   | 4 阿母：2.36 廉政英雄：1.31 22K梦想高飞：0.90 |                                        |
| 2014年11月21日 | 6          | 唯一       | 0.75   | 4 阿母：2.36 廉政英雄：1.31 22K梦想高飞：0.90 |                                        |
| 2014年11月28日 | 7          | 備份       | 1.07   | 3 阿母：2.44 廉政英雄：1.13 22K夢想高飛：0.92 | 35~44歲的女性：1.78                    |
| 2014年11月28日 | 8          | 責任       | 1.07   | 3 阿母：2.44 廉政英雄：1.13 22K夢想高飛：0.92 | 35~44歲的女性：1.78                    |
| 2014年12月5日  | 9          | 復仇       | 0.62   | 4 阿母：2.43 廉政英雄：1.21 22K梦想高飞：0.99 |                                        |
| 2014年12月5日  | 10         | 接受       | 0.62   | 4 阿母：2.43 廉政英雄：1.21 22K梦想高飞：0.99 |                                        |
| 2014年12月12日 | 11         | 完美       | 0.66   | 4 阿母：2.38 廉政英雄：1.17 22K夢想高飛：0.92 |                                        |
| 2014年12月12日 | 12         | 瞬間       | 0.66   | 4 阿母：2.38 廉政英雄：1.17 22K夢想高飛：0.92 |                                        |
| 2014年12月19日 | 13         | 替代       | 0.86   | 4 阿母：2.27 廉政英雄：1.17 22K夢想高飛：1.05 |                                        |
| 2014年12月19日 | 14         | 命運       | 0.86   | 4 阿母：2.27 廉政英雄：1.17 22K夢想高飛：1.05 |                                        |
| 2014年12月26日 | 15         | 激情       | －     | 4 阿母：1.97 廉政英雄：1.05 22K夢想高飛：0.95 |                                        |
| 2014年12月26日 | 16         | 錯過       | －     | 4 阿母：1.97 廉政英雄：1.05 22K夢想高飛：0.95 |                                        |
| 2015年1月2日   | 17         | 初衷       | －     | 4 阿母：2.11 廉政英雄：1.25 22K夢想高飛：0.98 |                                        |
| 2015年1月2日   | 18         | 坦承       | －     | 4 阿母：2.11 廉政英雄：1.25 22K夢想高飛：0.98 |                                        |
| 2015年1月9日   | 19         | 條件       | －     | 4 阿母：2.37 廉政英雄：1.29 22K夢想高飛：0.96 | 最終回                                 |
| 2015年1月9日   | 20         | 相信       | －     | 4 阿母：2.37 廉政英雄：1.29 22K夢想高飛：0.96 | 最終回                                 |
| 平均收視率     | 平均收視率 | 平均收視率 | 0.77   | -                                             | -                                      |

- 同時段偶像劇：民視：《廉政英雄》、三立臺灣台：《阿母》、三立都會台：《22K夢想高飛》
- 由AGB尼爾森調查，調查範圍是四歲以上收看電視之觀眾。

## 拍攝場景
- 中和區南山中學體育館
- 三重區聯合醫院三重院區
- 桃園市平鎮區壢新醫院

## 獎項紀錄

### 電視金鐘獎
| 年份 | 獲提名 | 獎項             | 結果 |
| ---- | ------ | ---------------- | ---- |
| 2015 | 張少懷 | 戲劇節目男配角獎 | 提名 |
| 2015 | 許世明 | 燈光獎           | 提名 |

## 腳註
1. ↑  杜沛學. . 聯合新聞網. 2013-12-24  [2013-12-24]. （原始内容存档于2014-02-14） （中文（臺灣））.
2. ↑  .   [2015-01-12]. （原始内容存档于2020-09-10）.
3. ↑  .   [2015-01-12]. （原始内容存档于2020-09-10）.
4. ↑  103年度高畫質電視節目補助名單 的存檔，存档日期2014-07-14.，文化部影視及流行音樂產業局
5. ↑  .   [2014-12-23]. （原始内容存档于2021-01-19）.

## 電視節目的變遷
- 官方网站－聯合報
- 官方网站－台視
- 官方网站－八大
- 徵婚啟事的Facebook專頁
- 互联网电影数据库（IMDb）上《徵婚啟事》的资料（英文）
- YouTube上的徵婚啟事頻道

| 中華民國 台視主頻、台視HD台 周五優質戲劇 | 中華民國 台視主頻、台視HD台 周五優質戲劇 | 中華民國 台視主頻、台視HD台 周五優質戲劇 |
| ---------------------------------------- | ---------------------------------------- | ---------------------------------------- |
|                                          | 徵婚啟事 （2014年11月7日－2015年1月9日） |                                          |
| 妹妹 （2014年8月8日－2014年10月31日）    | 新世界 （2015年1月16日－2015年4月24日）  |                                          |

| 中華民國 八大綜合台 每週六 22:00 - 24:00 | 中華民國 八大綜合台 每週六 22:00 - 24:00  | 中華民國 八大綜合台 每週六 22:00 - 24:00 |
| ---------------------------------------- | ----------------------------------------- | ---------------------------------------- |
|                                          | 徵婚啟事 （2014年11月8日－2015年1月10日） |                                          |
| 妹妹 （2014年8月9日－2014年11月1日）     | 新世界 （2015年1月17日－2015年4月25日）   |                                          |

| 马来西亚 Astro雙星、Astro雙星HD 每週日至週四 16:00 - 17:00 | 马来西亚 Astro雙星、Astro雙星HD 每週日至週四 16:00 - 17:00 | 马来西亚 Astro雙星、Astro雙星HD 每週日至週四 16:00 - 17:00 |
| ---------------------------------------------------------- | ---------------------------------------------------------- | ---------------------------------------------------------- |
|                                                            | 徵婚啟事 （2015年2月9日－2015年3月8日）                    |                                                            |
| 上流俗女 （2015年1月6日－2015年2月8日）                    | 杉杉来了 （2015年3月9日－2015年4月22日）                   |                                                            |